# Playa de Rodas
La playa de Rodas es la de más extensión de las Islas Cíes (Vigo), está situada en la Isla de Monteagudo (o isla del norte).
La playa hace una media luna de arena blanca y aguas azules y verdes que cierra el pequeño lago de los Niños de aguas transparentes que separan las islas de Monteagudo y de Faro. En los extremos de la playa se encuentran pinos que llegan hasta la arena.
Desde Vigo, Bayona o Cangas del Morrazo se llega por barco en menos de una hora. Las Cíes se pueden visitar de junio a septiembre y los fines de semana con buen tiempo. Hay límite de visitantes diarios.
En febrero del año 2007 la playa de Rodas fue elegida como la playa más hermosa del mundo por el periódico británico The Guardian. Mientras que en el verano del año 2017, fue elegida como la mejor playa de España en una encuesta realizada entre los usuarios de la página web del canal de televisión Antena 3, imponiéndose en la votación a las playas de Bolonia en Cádiz, y a la de Calblanque en Cartagena.

## Galería de imágenes

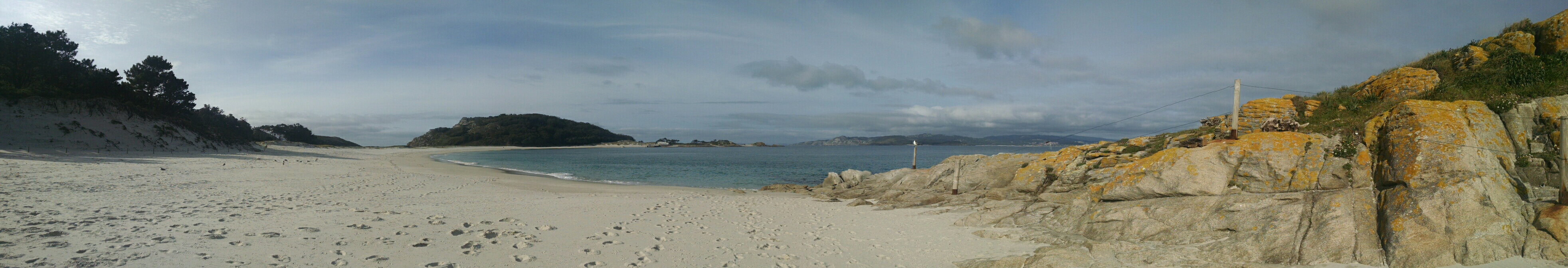
Vista desde la isla del medio.
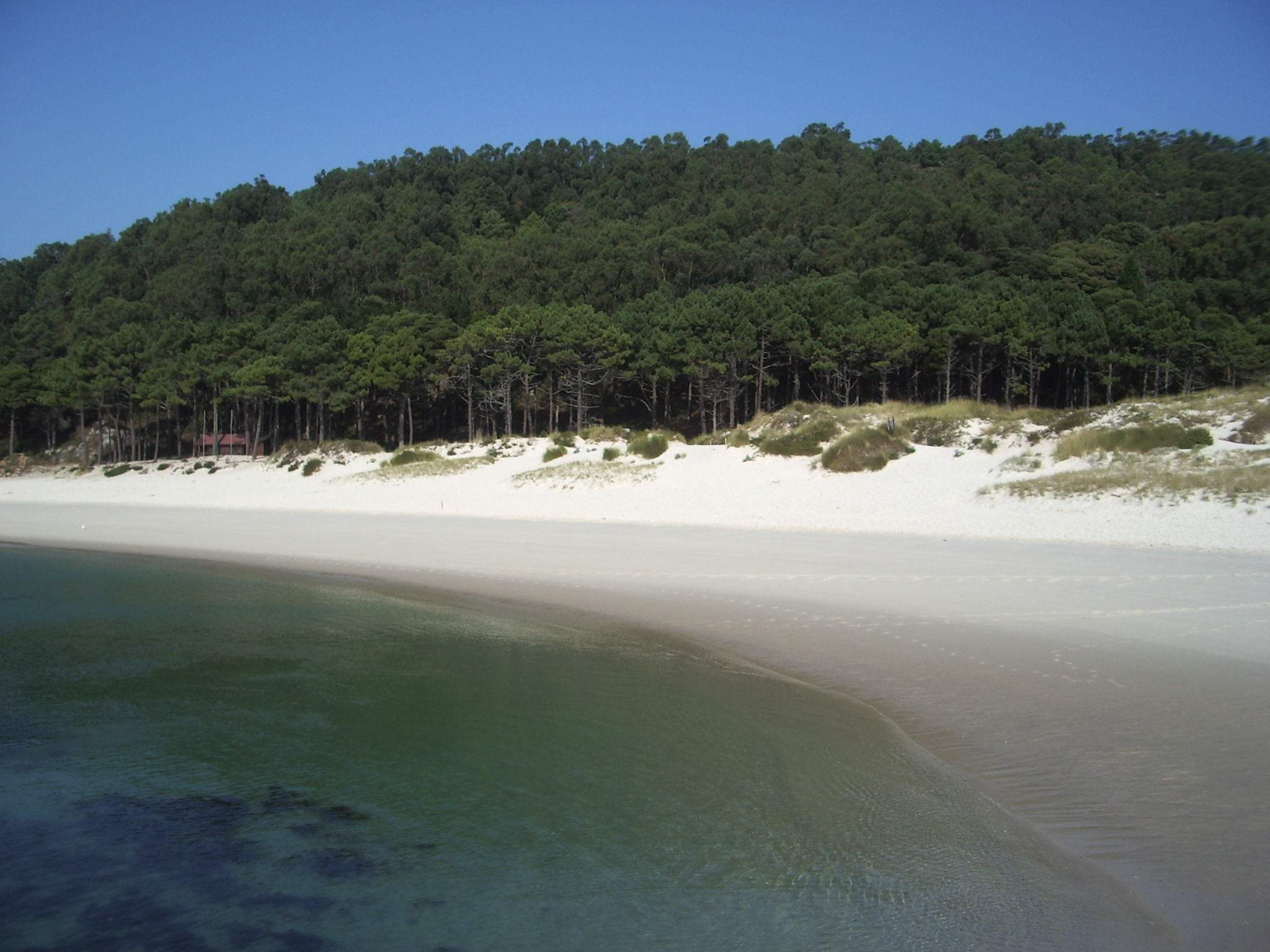
Pinos en la playa..
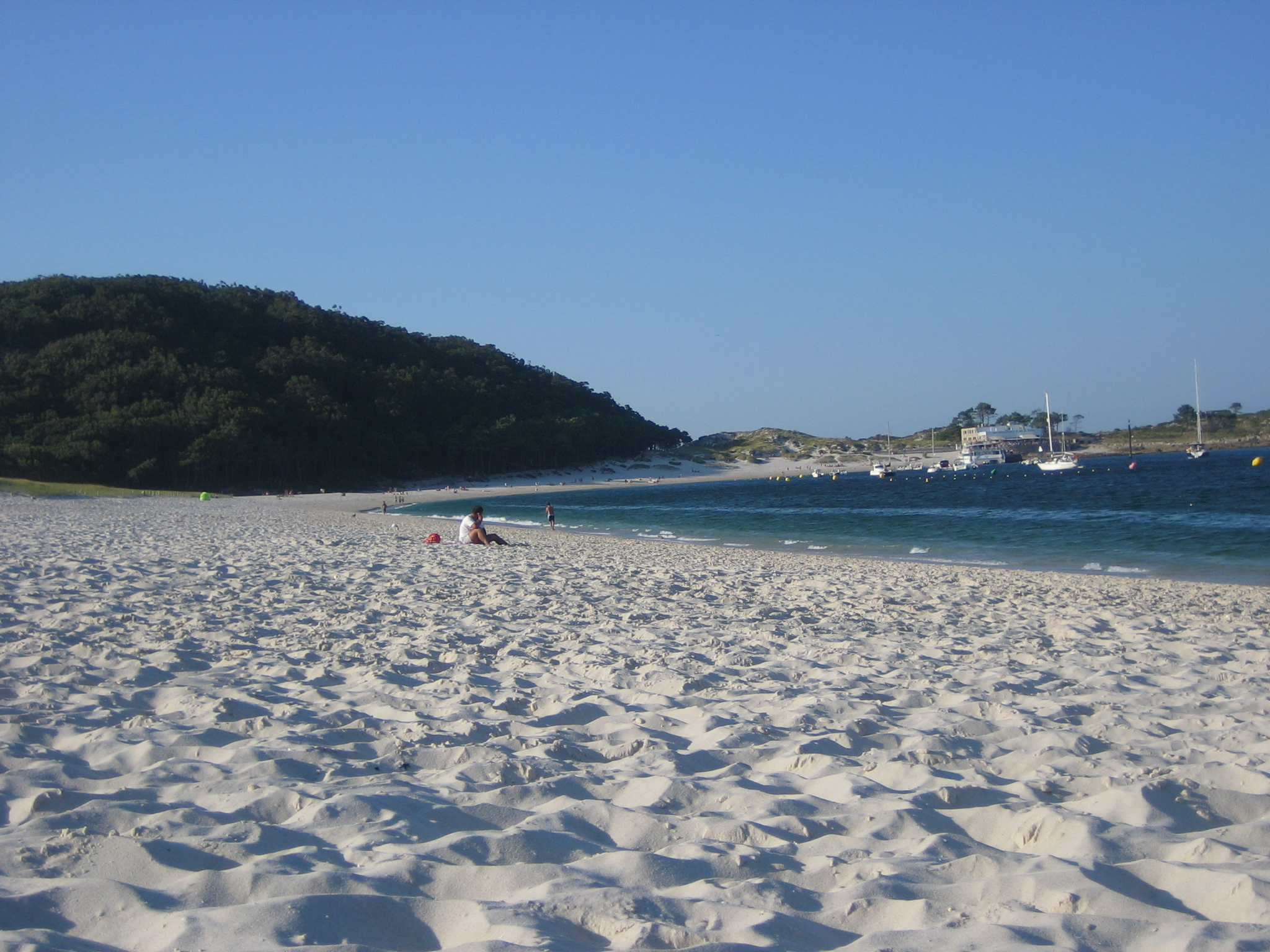
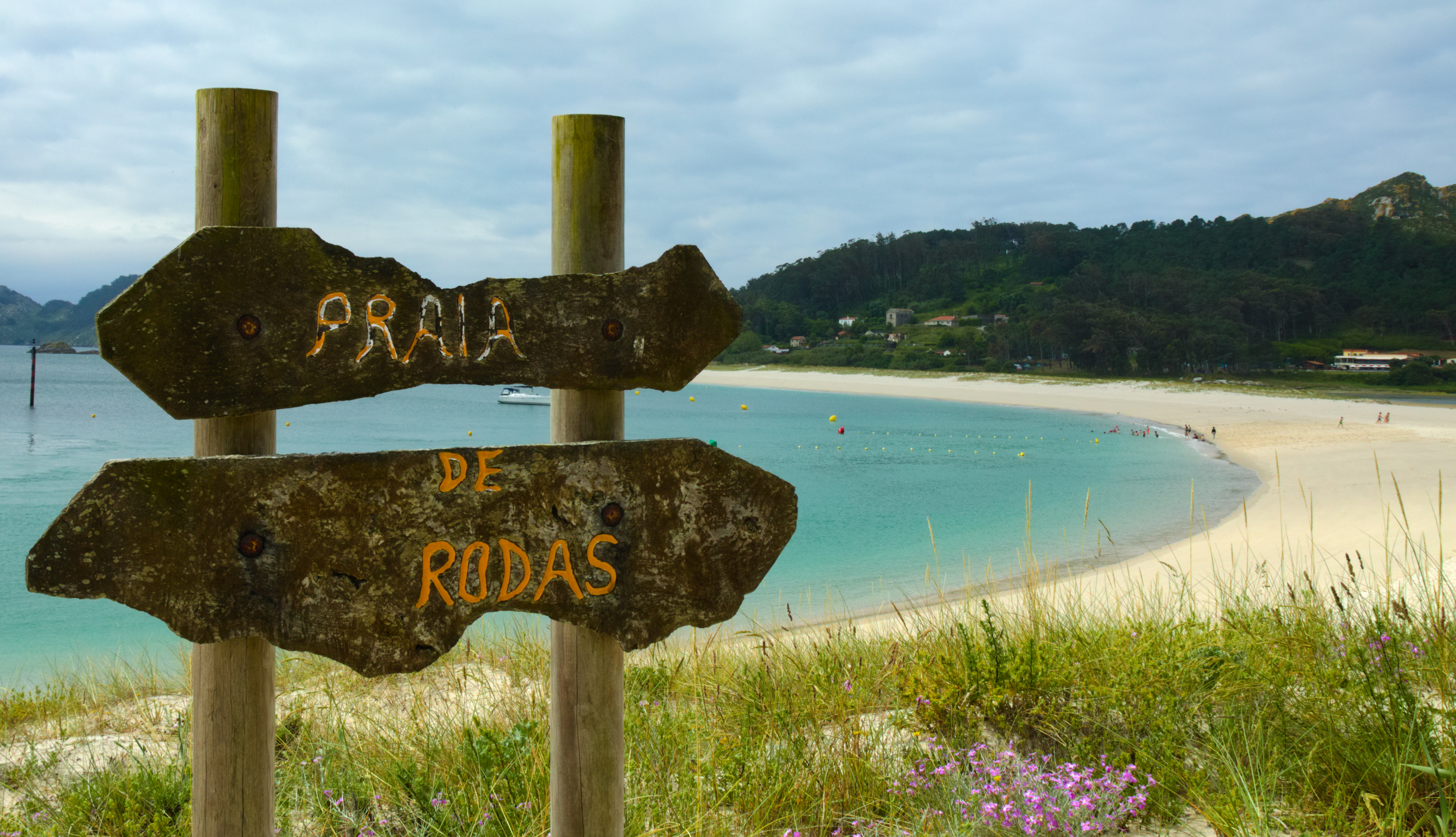
Cartel a la entrada de la playa